# Elżbieta Dzikowska
Józefa Elżbieta Górska-Dzikowska (ur. 19 marca 1937 w Międzyrzecu Podlaskim) – polska historyczka sztuki, sinolożka, podróżniczka, reżyserka i operatorka filmów dokumentalnych, autorka wielu książek, programów telewizyjnych, audycji radiowych, artykułów publicystycznych, a także wystaw sztuki współczesnej.
Wraz z partnerem Tonym Halikiem zrealizowała dla Telewizji Polskiej około 300 filmów dokumentalnych ze wszystkich kontynentów oraz prowadziła popularny podróżniczy program telewizyjny Pieprz i wanilia. Od 2015 ponownie prowadzi program Pieprz i Wanilia, tym razem na antenie TVN24 Biznes i Świat.

## Życiorys

### Dzieciństwo i młodość
Urodziła się jako Józefa Elżbieta Górska. Imiona zostały wybrane po dziadku Józefie (ale również po Józefie Piłsudskim) i po prababce. Wychowywaniem Elżbiety i jej młodszego brata zajmowała się głównie babka, ponieważ matka zajęta była prowadzeniem herbaciarni z wyszynkiem.
Ojciec Elżbiety był łącznikiem Armii Krajowej. Został aresztowany przez Niemców i osadzony na zamku w Lublinie, gdzie skazano go na karę śmierci. Został zastrzelony podczas próby ucieczki dzień przed wyznaczoną datą egzekucji w 1944. W wieku piętnastu lat Elżbieta również spędziła pół roku w celi w tym samym miejscu, za przynależność do nielegalnej organizacji ZEW.

### Edukacja i początki kariery
Na początku 1945 wróciła do gimnazjum w rodzinnym Międzyrzecu, gdzie zdała maturę. Wymarzyła sobie trzy kierunki: historię sztuki, archeologię i dziennikarstwo. Okazało się jednak, że mimo doskonałego świadectwa nie mogła starać się o studiowanie na wielu wydziałach.
W pierwszym podejściu komisja rekrutacyjna odrzuciła jej prośbę o dopuszczenie do egzaminu na sinologii, gdzie przyjmowano co drugi rok tylko kilkoro studentów. Jednak gremium odwoławcze uległo prośbom szesnastoletniej wówczas dziewczyny i po zdaniu egzaminu w terminie jesiennym została studentką w Instytucie Orientalistyki Uniwersytetu Warszawskiego.
Ponieważ rozpoczęła edukację w wieku sześciu lat i zrobiła dwie klasy (trzecią i czwartą), w jednym roku rozpoczęła studia w wieku 16 lat.
Po trzecim roku nauki odmówiono wydania jej paszportu na dwuletni wyjazd do Chin, jednak w 1957, po czwartym roku studiów, po wydarzeniach październikowych 1956, udało jej się wyjechać na sześć tygodni. Miesiąc przed wyjazdem wyszła za mąż za Andrzeja Dzikowskiego, wówczas studenta polonistyki Uniwersytetu Warszawskiego, później dziennikarza.

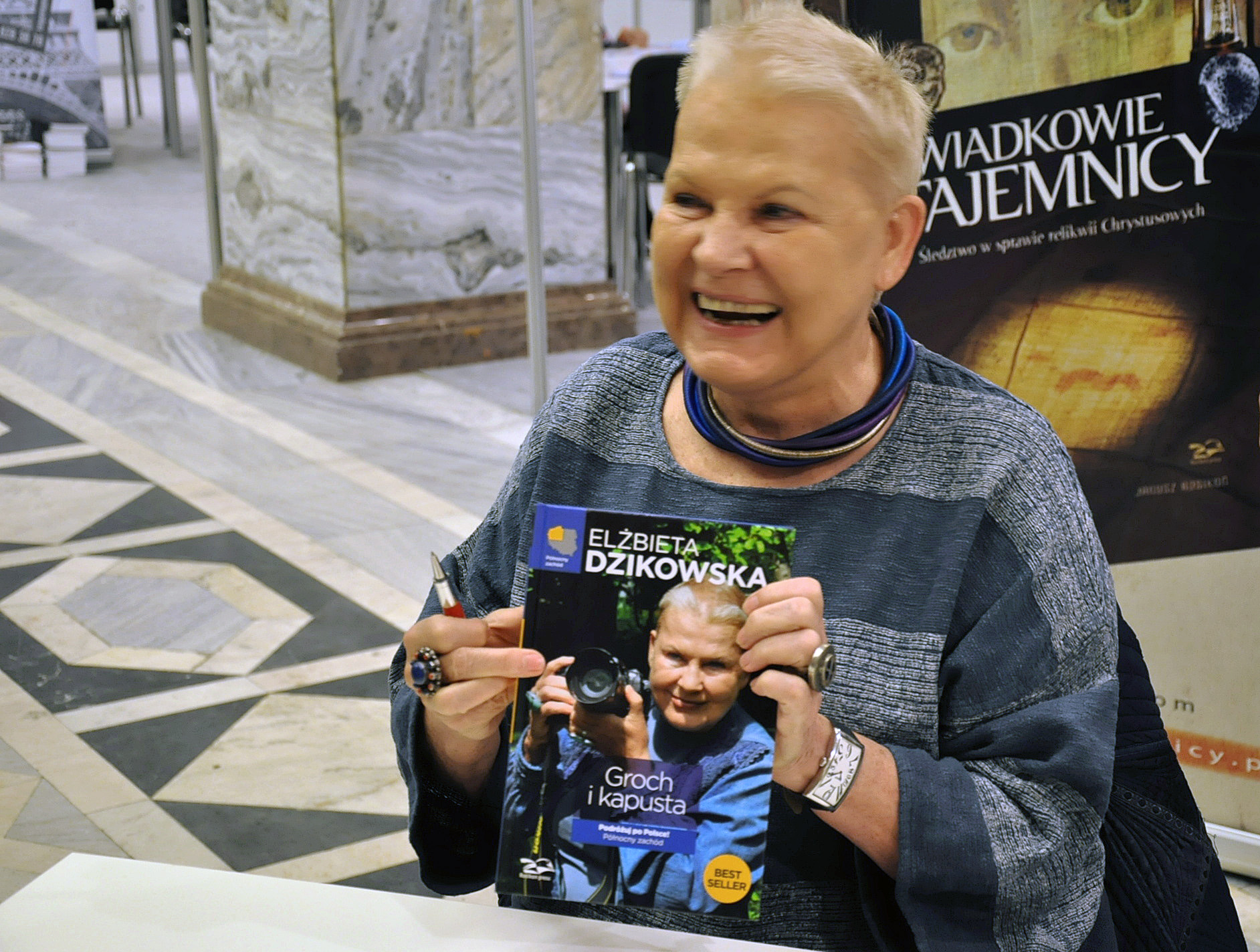
Elżbieta Dzikowska na III Warszawskich Targach Książki

Po ukończeniu sinologii, nie dostała pracy związanej z językiem chińskim. Pracowała w Bibliotece Uniwersyteckiej, zajmowała się dziećmi w warszawskim Parku Kultury, handlowała z Argentyną w Centrali Importu i Eksportu Chemikaliów. Była również portierem w PAX-owskim Klubie Maraton.
Zrezygnowana i zniechęcona brakiem perspektyw postanowiła zdobyć prawdziwy zawód historyka sztuki. Kiedy podjęła tę decyzję, w 1959 dostała korespondencyjnie propozycję pracy w nowo otwartej redakcji miesięcznika „Chiny”. Udała się na rozmowę z redaktorem naczelnym i zgodziła się na pracę, pod warunkiem możliwości równoległych studiów dziennych.
Uzyskała zgodę na pracę w „Chinach” do rozwiązania tego pisma i powstania w 1964 redakcji „Kontynentów”, gdzie powierzono jej dział Ameryki Łacińskiej, w którym pracowała do 1981. Mimo początkowo niewielkiej wiedzy z tego zakresu zaczęła się uczyć języka hiszpańskiego i wyjeżdżać do tamtejszych krajów (Meksyk, Wenezuela, Kolumbia, Ekwador, Peru, Boliwia, Chile, Wyspa Wielkanocna, Brazylia, Urugwaj, Kuba, Haiti, Jamajka, Panama i Argentyna). Po paru latach została specjalistką od Ameryki Łacińskiej, a nawet członkiem Światowego Stowarzyszenia Latynoamerykanistów.
Praca w redakcji „Kontynentów” przybliżyła Elżbietę do fotografii, z którą teoretycznie miała styczność, studiując historię sztuki. W przeddzień jej pierwszej wyprawy do Meksyku na pokładzie statku handlowego Transportowiec w 1956, Tadeusz Kubiak z redakcji „Ekranu”, pokazał Elżbiecie, jak się zakłada film do aparatu fotograficznego. Tylko 10% przywiezionego materiału nadawało się do wykorzystania, ale nie zniechęciło jej to do dalszego fotografowania.

### Współpraca z Tonym Halikiem

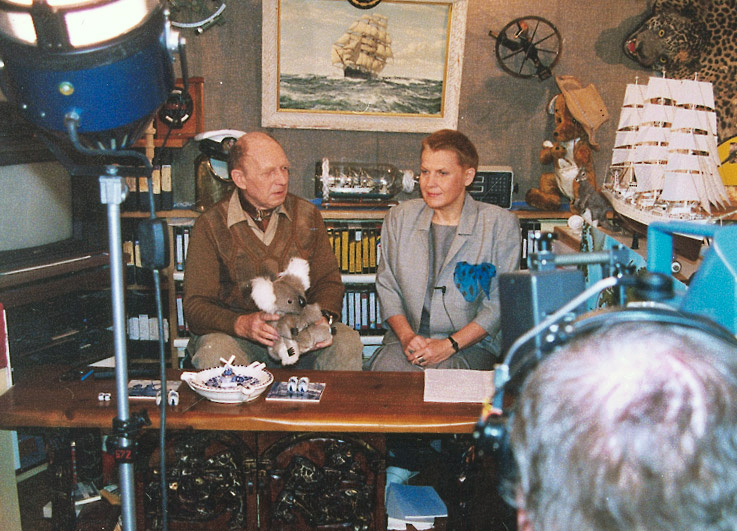
Elżbieta Dzikowska i Tony Halik podczas nagrywania programu Pieprz i wanilia, w swoim domowym studiu telewizyjnym

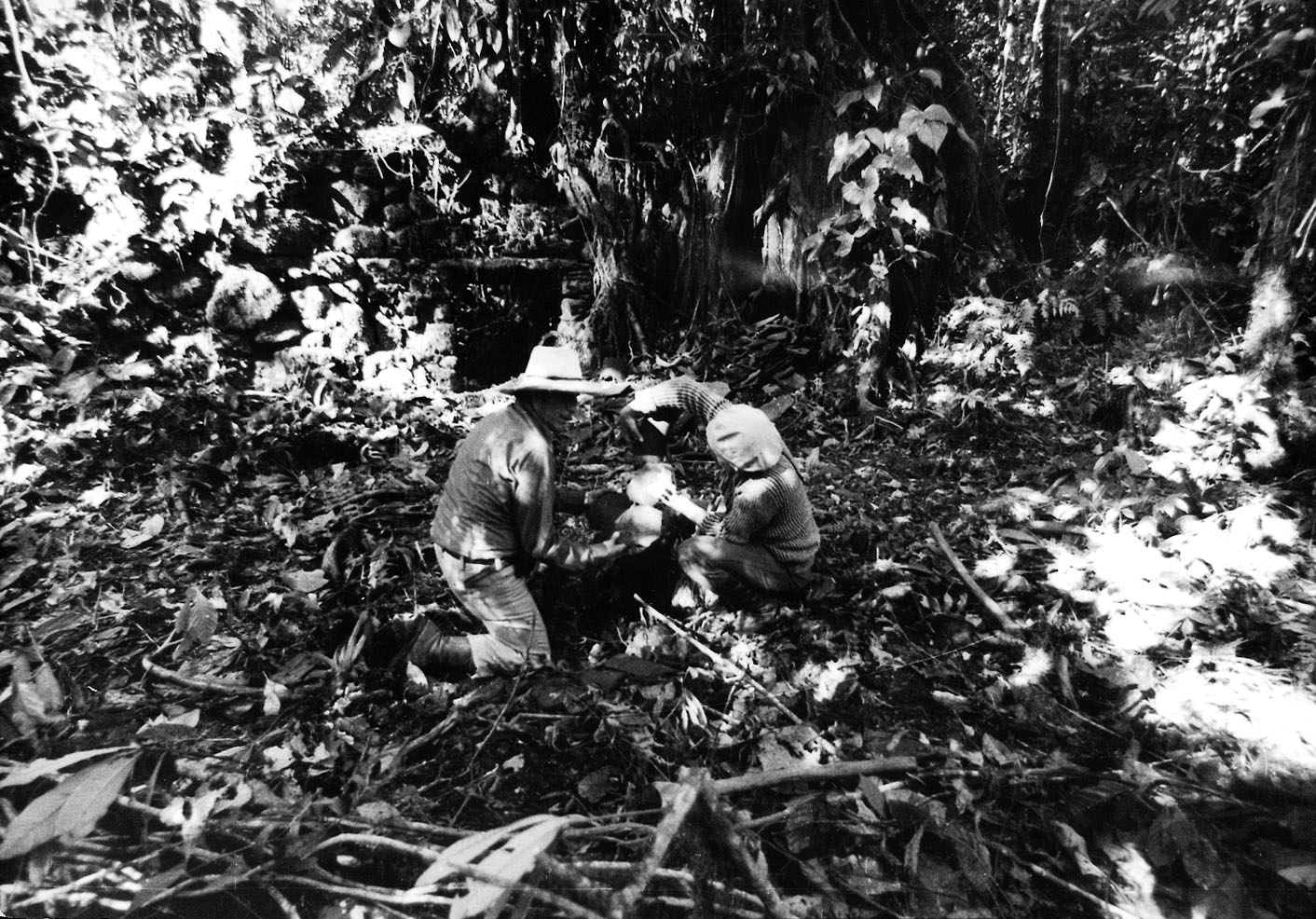
Elżbieta Dzikowska z prof. Edmundo Guillénem w Vilcabambie

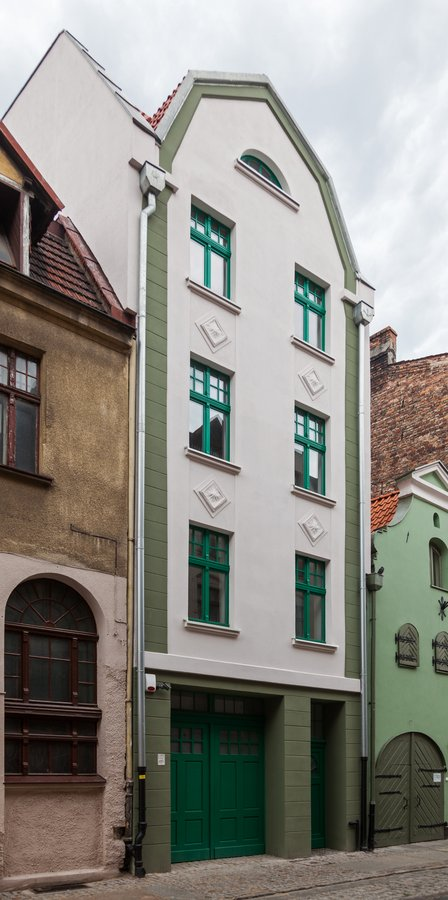
Muzeum Podróżników im. Tony’ego Halika w Toruniu, które powstało dzięki Elżbiecie Dzikowskiej

Podczas pracy w „Kontynentach” większość jej fotografii były zdjęciami reportażowymi. Dziennikarz musiał wówczas pełnić również funkcję fotoreportera. Dzikowska ukończyła odpowiedni kurs i została operatorem filmowym.
W „Kontynentach” pracowała przez dwadzieścia lat, zwiedzając z aparatem fotograficznym całą Amerykę Łacińską. Z operatorki filmowej zrezygnowała po 1974, kiedy poznała Tony’ego Halika, który był lepszym operatorem. Razem przygotowali wspólnie około trzystu filmów i programów telewizyjnych z cyklu Pieprz i wanilia. Tony twierdził jednak, że nie można naraz dobrze robić dwóch rzeczy, czyli robić zdjęć i filmować. Początkowo ograniczyła się więc do dokumentacji na planie filmowym.
W 1976 z Tonym Halikiem byli pierwszymi Polakami, którzy dotarli do ruin zaginionego miasta Vilcabamba, ostatniej stolicy Inków. Razem odbyli wiele wspólnych podróży do prawie wszystkich krajów Ameryki Łacińskiej, Europy, 27 stanów USA, jak również do: Chin, Australii, Nowej Zelandii, Tajlandii, Indii, Sri Lanki, Rosji, na Tahiti, Hawaje, Galapagos, Wyspę Wielkanocną, do Kenii, Tanzanii, Maroka, Libii, Egiptu.
Po weryfikacji dziennikarzy w stanie wojennym, nie została w „Kontynentach” i w latach 1982–1987 pracowała w redakcji „Radaru”. Pisała o sztuce, poznając wielu artystów – co było przyczynkiem do napisania książki Polacy w sztuce świata. Jako że coraz bardziej interesował ją film, przeszła do Agencji Filmowo-Telewizyjnej Interpress-Film, gdzie pracowała aż do wczesnej emerytury.

### Po śmierci Tony’ego Halika
Po śmierci Tony’ego w 1998 zajęła się głównie popularyzacją ciekawych miejsc w Polsce realizując krajoznawcze programy telewizyjne z cyklu Groch i kapusta (prod. oddział rzeszowski TVP i TVP3) i tworząc cykl książek Groch i kapusta, czyli podróżuj po Polsce!. W 2006 otrzymała Nagrodę Bursztynowego Motyla im. Arkadego Fiedlera.
W 1996 była inicjatorką budowy pomnika inżyniera Ernesta Malinowskiego, budowniczego najwyżej położonej kolei na świecie (do czasu otwarcia w Chinach kolei tybetańskiej w 2006), na przełęczy Ticlio w Peru (położonej 4818 m nad poziomem morza). Pomnik (autorstwa Gustawa Zemły) odsłonięto w 1999, czyli w setną rocznicę śmierci Malinowskiego.
Dzięki jej staraniom, w 2003 powstało Muzeum Podróżników im. Tony’ego Halika, w Toruniu. Jest wiceprezesem polskiego oddziału The Explorers Club, członkiem polskiej sekcji Międzynarodowego Stowarzyszenia Krytyków Sztuki (AICA) i honorowym członkiem Polonijnego Klubu Podróżnika. Od 2015 roku ponownie prowadzi program Pieprz i Wanilia, tym razem na antenie TVN Biznes i Świat.
Została członkiem honorowego komitetu poparcia Bronisława Komorowskiego przed wyborami prezydenckimi w 2010 i w 2015 roku.

## Odznaczenia i wyróżnienia
Odznaczenia
- Krzyż Kawalerski Orderu Odrodzenia Polski (1998)[11]
- Złoty Krzyż Zasługi
- Złoty Medal „Zasłużony Kulturze Gloria Artis” (2010)[12]
- Komandor Orderu Zasługi za Wybitną Służbę (1999, Peru)[13]
- Order Orła Azteckiego (1979, Meksyk)[14]

Nagrody i wyróżnienia
- „Zielone Serce Przyrodzie” (z Tonym Halikiem)[15]
- „Złoty Ekran” (z Tonym Halikiem)
- 1986 – Nagroda „Wiktor” (z Tonym Halikiem)
- 2006 – Nagroda Bursztynowego Motyla im. Arkadego Fiedlera za książki Groch i kapusta. Podróżuj po Polsce![16]
- 2009 – Medal „Thorunium”[17]
- 2007 – Grand Prix magazynu National Geographic Traveler w plebiscycie „Travelery 2007”
- 2011 – miejsce w Piernikowej Alei Gwiazd w Toruniu
- 2014 – Złoty Hipolit[18]
- 2024 – Super Kolos[19]

Honorowe obywatelstwa
- 2002 – Ustrzyki Górne
- 2007 – Międzyrzec Podlaski
- 2008 – Sanok (Honorowy Obywatel Królewskiego Wolnego Miasta Sanoka)
- 2011 – Głowno
- 2012 – Opole

## Publikacje

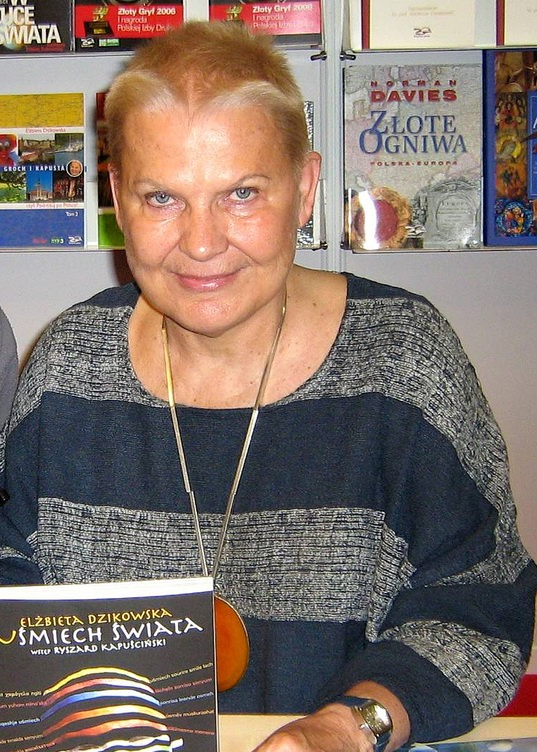
Elżbieta Dzikowska, 2007

- Niełatwo być Indianinem, Wydawnictwo Książka i Wiedza, 1976, seria: „Kontynenty”
- Limańskie ABC, Wydawnictwo Iskry, 1982, ISBN 83-207-0253-4.
- Tropem złota, Wydawnictwo Ministerstwa Obrony Narodowej, 1970
- Hombre, Wydawnictwo Ministerstwa Obrony Narodowej, 1973
- Vilcabamba – ostatnia stolica Inków, Krajowa Agencja Wydawnicza, 1979
- Czarownicy, Wydawnictwo Iskry, 1984, ISBN 83-207-0487-1; Dom Słowa Polskiego, 1991, ISBN 83-207-0487-1.
- Polacy w sztuce świata, Rosikon Press, 2001, ISBN 83-911163-9-5 (książka wyróżniona przez Polskie Towarzystwo Wydawców Książek tytułem Najpiękniejszej Książki Roku 2000, Nagroda Główna w Konkursie Edycja oraz Nagroda Główna w Plebiscycie Dziennikarzy na Najpiękniejszą Książkę)
- Groch i kapusta, czyli podróżuj po Polsce, tom 1, Rosikon Press, 2004, ISBN 83-88848-13-5.
- Groch i kapusta, czyli podróżuj po Polsce, tom 2, Rosikon Press, 2005, ISBN 83-88848-22-4 (nagroda Bursztynowego Motyla im. Arkadego Fiedlera za najlepszą książkę podróżniczą 2005 roku)
- Groch i kapusta, czyli podróżuj po Polsce, tom 3, Rosikon Press, 2006, ISBN 83-88848-34-8.
- W Sztuce Świata. Polscy artyści, Rosikon Press, 2005, ISBN 83-88848-27-5.
- Panek-Gielniak. Życie. Przyjaźń. Sztuka. Korespondencja 1962-1972, Biblioteka Narodowa, 2005, ISBN 83-7009-588-7 (z Wiesławą Wierzchowską)
- Uśmiech świata, Rosikon Press, 2006, ISBN 83-88848-44-5.
- Mongolia (z cyklu Wyprawy marzeń), Wydawnictwo Pascal, 2008, ISBN 978-83-7513-396-7.
- Norwegia (z Izabelą Staniszewski, z cyklu Wyprawy marzeń), Wydawnictwo Pascal, 2008, ISBN 978-83-7513-481-0.
- Indie (z cyklu Wyprawy marzeń), Wydawnictwo Pascal, 2009, ISBN 978-83-7513-627-2.
- Bieszczady (z cyklu Wyprawy marzeń), Wydawnictwo Pascal, 2009, ISBN 978-83-7513-744-6.
- Groch i kapusta. Podróżuj po Polsce! Południowy zachód, Rosikon Press, 2009, ISBN 978-83-88848-69-8.
- Groch i kapusta. Podróżuj po Polsce! Północny zachód, Rosikon Press, 2009, ISBN 978-83-88848-70-4.
- Groch i kapusta. Podróżuj po Polsce! Północny wschód, Rosikon Press, 2009, ISBN 978-83-88848-72-8.
- Groch i kapusta. Podróżuj po Polsce! Południowy wschód, Rosikon Press, 2009, ISBN 978-83-88848-71-1.
- Groch i kapusta. Podróżuj po Polsce przez cały rok, Rosikon Press, 2010, ISBN 978-83-88848-735.
- Artyści mówią. Wywiady z mistrzami malarstwa, Rosikon Press, 2011 ISBN 978-83-88848-95-7.
- Artyści mówią. Wywiady z mistrzami grafiki, Rosikon Press, 2012 ISBN 978-83-88848-96-4.
- Moje Bieszczady, Wydawnictwo Pascal, 2012 ISBN 978-83-7642-053-0.
- Tam, gdzie byłam, Wydawnictwo Bernardinium, 2013 ISBN 978-83-7823-172-1.
- Biżuteria świata, Wydawnictwo Bernardinium, 2013 ISBN 978-83-7823-351-0.
- Polska znana i mniej znana, Wydawnictwo Bernardinium, 2014 ISBN 978-83-7823-392-3.
- Moje Ponidzie, Wydawnictwo Bernardinum, 2015 ISBN 978-83-7823-570-5.
- Ze mną przez świat. Pamiętnik wstecz, Wydawnictwo Pascal, 2025 ISBN 978-83-8317-527-0.

## Wystawy sztuki

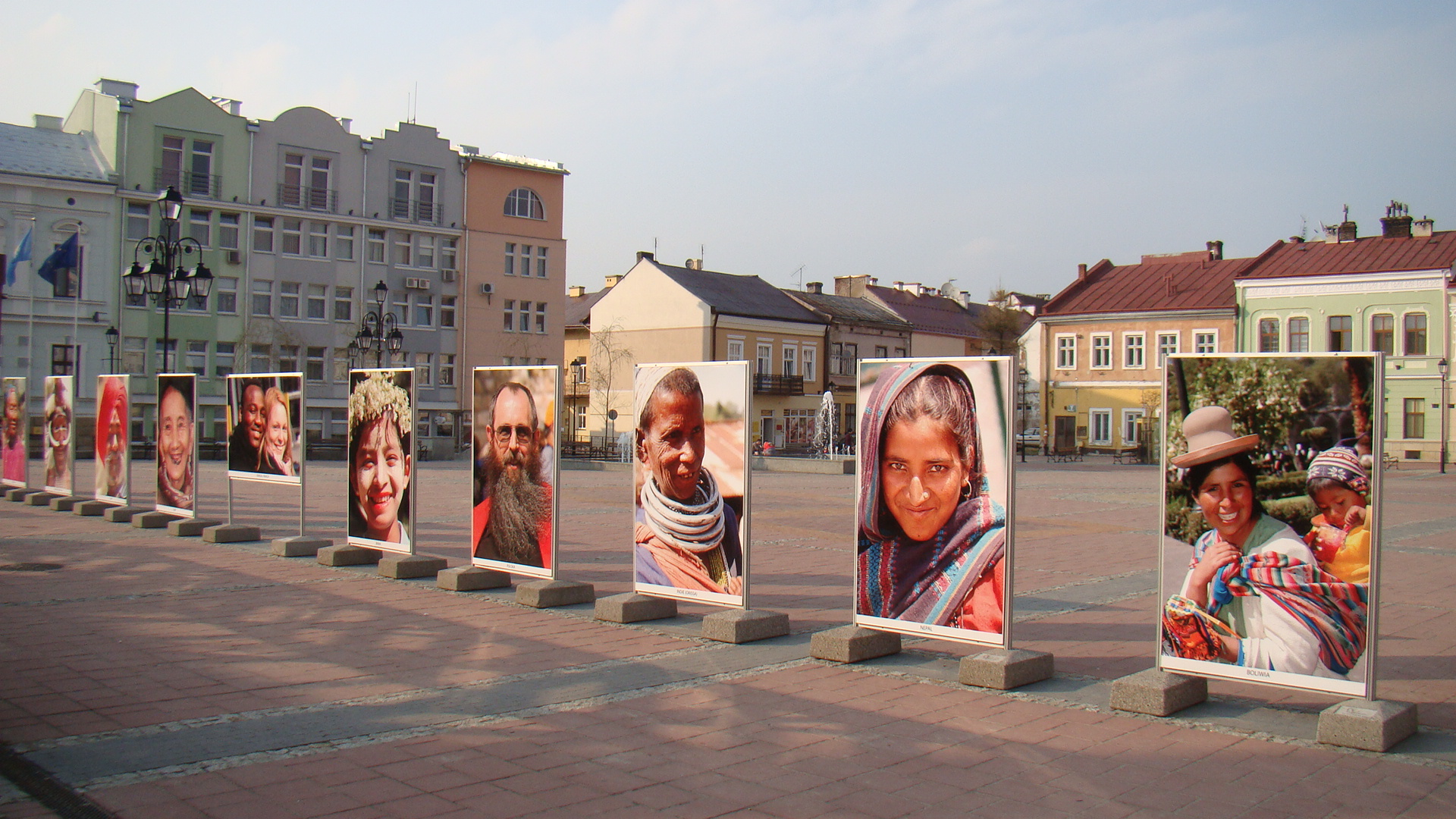
„Uśmiech świata” – wystawa plenerowa Elżbiety Dzikowskiej na sanockim rynku, kwiecień 2009

- 1977 – Peru, MPiK, Nowy Świat, Warszawa
- 1978 – Meksyk – ziemia i ludzie”, MPiK, Ściana Wschodnia, Warszawa
- 1978 – Ameryka Łacińska z bliska (wspólnie z Ryszardem Kapuścińskim), MPiK, Ściana Wschodnia, Warszawa
- 1991 – Jesteśmy (jako kuratorka wystawy, z Wiesławą Wierzchowską) – wystawa prezentująca prace 167 polskich artystów tworzących poza granicami kraju, Galeria Zachęta w Warszawie
- 1994 – Ars erotica (kuratorka wystawy, z Wiesławą Wierzchowską), Muzeum Narodowe w Warszawie
- 1996 – Z bliska, Galeria Krytyków Pokaz
- 1999 – Sąd Ostateczny (kuratorka wystawy, z Wiesławą Wierzchowską), pięć różnych galerii warszawskich
- 2001–2002 – Angkor – miasto zagubione (z Ireneuszem Sadkowskim), Muzeum Śląskie w Katowicach i w warszawska Galeria Studio
- 2002–2005 – Megality (z Hanną Zawa-Cywińską), wystawa w wielu miejscach: Warszawa, Chełm, Zamość, Sanok, Płock, Katowice, Stawiska, Toruń, Concarneau (Bretania), Nowy Jork
- 2004 – Mali (z Ireneuszem Sadkowskim) Muzeum Śląskie w Katowicach, Muzeum Podróżników im. Tony’ego Halika, Toruń
- 2005 – Świat na korze, Galeria Zapiecek, Warszawa
- 2005 – Świat na wodzie, Galeria Złota 1, Warszawa
- 2006 – Odniesienia, Galeria Wizytująca, Warszawa, Muzeum Śląskie, Katowice, Muzeum Górnictwa Węglowego w Zabrzu, Biuro Wystaw Artystycznych w Sanoku
- 2006 – Na ziemi i wodzie, Galeria Studio, Warszawa
- 2007 – Uśmiech świata, Galeria Ratusz, Gliwice
- 2007 – Megality, Galeria ES, Międzyrzec Podlaski
- 2007 – Na ziemi i wodzie, Muzeum Podlaskie w Białymstoku
- 2007 – Terra incognita, Galeria Krytyków POKAZ w Warszawie
- 2007 – Świat na drewnie, Galeria Sztuki Współczesnej w Przemyślu
- 2007 – Świat z bliska, Muzeum Okręgowe w Toruniu
- 2008 – Świat na wodzie, Galeria Sztuki Współczesnej w Przemyślu, oraz Galeria Fotografii w Świdnicy
- 2009 – Ziemia z bliska, Galeria Bielska BWA
- 2009 – Świat na piasku, Galeria Sztuki Współczesnej w Przemyślu
- 2009 – Świat z bliska, Galeria Sztuki Współczesnej BWA w Opolu (plenerowa)
- 2010 – Z Gabonu, Galeria Art New Media w Warszawie
- 2010 – Z Dźwirzyna, Galeria Krytyków POKAZ w Warszawie
- 2010 – Ziemia z bliska, Muzeum Ziemi Krajeńskiej w Nakle
- 2010 – Najważniejsze zobaczyć, Ośrodek Kultury Leśnej w Głuchowie
- 2010 – Świat na wodzie, Muzeum Pracownia Arkadego Fiedlera w Puszczykowie
- 2011 – Norweskie inspiracje (z Izabelą Staniszewski)
- 2012 – Galerie Art’et Miss, Paryż

Oraz szereg wystaw z cyklu Uśmiech świata.